# Средняя специальная музыкальная школа
Сре́дняя специа́льная музыка́льная шко́ла (ССМШ, «музыкальная школа-десятилетка») — музыкальное образовательное учреждение в СССР и некоторых постсоветских странах, с десяти- (ранее) или одиннадцати- (ныне в России) летним сроком обучения, готовящее одарённых детей к поступлению в консерваторию и дающее им  музыкальное и среднее образование. В учебном плане ССМШ совмещены музыкальные и общеобразовательные предметы. Ребёнок зачисляется в ССМШ либо на основе конкурсного отбора в 6-7 лет, либо в порядке перевода из районной детской музыкальной школы (ДМШ) в несколько более старшем возрасте. Уровень преподавания музыкальных дисциплин в ССМШ значительно выше, чем в ДМШ. 
Становление профессионального музыканта в СССР (и ныне в России) на доконсерваторском этапе, вместо ССМШ, могло (может) проходить через окончание обычной ДМШ, а затем музыкального училища. Однако почти все крупные музыканты-исполнители оканчивали ССМШ.

## История появления ССМШ
Неформально, первой ССМШ стала одесская, основанная в 1933 году скрипичным педагогом П. С. Столярским. Юридически же первенство открытия принадлежало московской ССМШ, носящей наименование Центральной музыкальной школы (ЦМШ) при Московской консерватории (1935). Далее последовало открытие ССМШ при Ленинградской консерватории (1936), эту школу возглавил пианист С. И. Савшинский. В ленинградскую и московскую школы, располагавшие интернатами, приезжали способные дети со всего Союза. Ещё до Великой Отечественной войны появились десятилетки при Киевской и Тбилисской консерваториях. Во время войны (1943) была открыта Средняя специальная музыкальная школа при Свердловской консерватории. Затем, уже после войны, были учреждены школы и в других крупных городах страны, в частности ССМШ в Новосибирске (1970). 
После развала СССР общая деградация образования сказалась и на системе ССМШ, хотя большинство из них продолжают функционировать и ныне. С 1990-х годов некоторые ССМШ обрели статус музыкального колледжа (правда это не соответствует трактовке понятия «колледж» в США).

## ССМШ в современной России
На 2016 год в РФ существовало девять таких школ (в их названиях не всегда содержится «ССМШ», и иногда из-за неунифицированности наименований возникают неоднозначности с общим числом заведений):
- Москва, Центральная музыкальная школа (ЦМШ) при Московской консерватории им. П. И. Чайковского;
- Москва, Средняя специальная музыкальная школа им. Гнесиных;
- Санкт-Петербург, Средняя специальная музыкальная школа Санкт-Петербургской консерватории имени Н. А. Римского-Корсакова;
- Уфа, Средний специальный музыкальный колледж (ССМК) Республики Башкортостан, до 2004 г. носил название «Средняя специальная музыкальная школа при УГИИ»;
- Новосибирск, Средняя специальная музыкальная школа при Новосибирской государственной консерватории (академии) имени М. И. Глинки;
- Екатеринбург, Уральский музыкальный колледж (школа-десятилетка при Уральской государственной консерватории им. М. П. Мусоргского);

помимо вышеперечисленных, имеются ССМШ в Ростове и Казани при соответствующих консерваториях, а также Воронежская специальная музыкальная школа (колледж) (ранее - ССМШ при ВГИИ).

## ССМШ в странах бывшего СССР
Некоторые ССМШ в странах ближнего зарубежья:
- Одесса (Украина), Одесская средняя специальная музыкальная школа-интернат имени П. С. Столярского;
- Харьков (Украина), Харьковская средняя специализированная музыкальная школа-интернат;
- Кишинёв (Молдавия), Средняя специальная музыкальная школа имени Е. Коки;
- Вильнюс (Литва), Школа искусств имени Чюрлёниса (изначально - ССМШ при Вильнюсской консерватории);

в советское время существовали ССМШ при консерваториях Киева (Украина), Тбилиси (Грузия) и др.

## ССМШ за пределами бывшего СССР
Вне бывшего СССР подобные школы отсутствуют, но есть близкие аналоги, например музыкальные гимназии в Германии (нем. Musikgymnasien). Кроме того, опыт ССМШ активно перенимается в настоящее время в странах Юго-Восточной Азии, особенно в Южной Корее и Китае.